# Східно-Туркестанська Революційна республіка

Друга Східно-Туркестанська республіка, або Східно-Туркестанська республіка (СТР), була прорадянським державним утворенням на території трьох (Ілійського, Таченского і Алтайського) північних округів провінції Сіньцзян Китайської республіки (північна частина історичного Східного Туркестану) у 1944—1949 роках.
У 1949 році Східно-Туркестанська республіка приєдналася до Китайської Народної Республіки.

## Передісторія
У 1930-х роках Шен Шицай, губернатор Сіньцзяну, користуючись тим, що через події в Китаї центральній владі було не до далекого Сіньцзяну, фактично діяв як незалежний правитель. У зв'язку з тим, що основним сусідом Сіньцзяну був Радянський Союз, Шен Шицай проводив прорадянську політику, активно торгував з СРСР. Коли в 1936 році в кінці Великого походу у Сіньцзян прорвалися залишки колони Чжан Готао, Шен Шицай надав прийшли комуністам посади у своїх військах.
У 1937 році почалася японо-китайська війна, і після того, як Китай втратив приморські провінції, Сіньцзян став його єдиним каналом зв'язку із зовнішнім світом. Саме через Сіньцзян надходили військові вантажі з Радянського Союзу. Це змусило китайського керівника Чан Кайші звернути на Сіньцзян серйозну увагу. Однак Шен Шицай, боячись втратити свій незалежний статус, відхиляв усі запрошення прибути на будь-яку нараду.
В кінці серпня 1942 року в Урумчі для переговорів з Шен Шицаем прилетіла дружина Чан Кайши — Сун Мейлін. В цей час йшла німецько-радянська війна, німецькі війська досягли свого найбільшого просування, і Шен Шицай вирішив, що прийшов час відмовитися від ставки на СРСР. В Урумчі був відкритий провінційний комітет партії Гоміньдан, в Сіньцзян було перекинуто десять бригад гоміньданівських військ. Знаючи, що Чан Кайші вимагає розірвати зв'язки з СРСР, очистити провінцію від комуністів, Шен Шицай ще в першій половині 1942 року почав репресії і придушив будь-яку опозицію Гоміньдану. Політика Шен Шицая призвела до того, що навесні 1942 року на Алтаї повстали казахи. До 1943 році там сформувалося п'ять партизанських загонів, які повели планомірну боротьбу проти гоміньданівських гарнізонів. Спочатку казахи спробували зробити ставку на відомого бандита Оспана і навіть проголосили його ханом, але він вважав за краще грабувати мирне населення і задовольнятися привілеями отриманого статусу, тому незабаром лідером казахських партизанів став Далелхан Сугурбаєв, який щойно втік з в'язниці.
В цілому за період з 1937 по 1944 роки податковий тягар в Сіньцзяні зріс в 7-8 разів. Припинення торговельного обороту з СРСР призвело до браку промислових товарів, а продукцію сільського господарства ніхто не купував. На додаток до всього іншого Шен Шицай оголосив про мобілізацію для потреб армії десяти тисяч добірних коней, яких повинні були поставити кочівники. З сім'ї, яка не здала коня, стягувався грошовий штраф, рівний вартості двох коней. Ця мобілізація коней лягла на кочівників Ілійського і Тарбагатайского округів (алтайські казахи вели партизанську боротьбу) і викликала загальне обурення. Шен Шицай став настільки одіозною фігурою, що Чан Кайші взагалі скасував посаду губернатора провінції і відкликав Шен Шицая в Чунцін. Провінційний уряд очолив член ЦК Гоміндану генерал У Чжунсінь, який оголосив амністію частини політв'язнів, але було вже пізно.

## Події 1944—1945

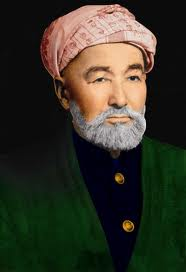
Аліхан-тюре — голова Східно-Туркестанської республіки

У вересні 1944 року почалося повстання в повіті Нілка під керівництвом кульджинского татарина Фатіха, уйгура Гені Маматбакіева, казаха Акбара Есбосіна і калмика Фучі. Влада відправила у повсталий повіт один ескадрон 4-го кавалерійського полку Громадської безпеки, який прибув в повіт 16 вересня, але не зміг розгромити повстанців і відступив.
Ситуація погіршувалася через певну плутанину в уряді провінції, пов'язану з від'їздом Шен Шицая.
8 жовтня повстанці загальним числом до 1000 осіб атакували повітовий центр Нілка.
12 жовтня гарнізон покинув місто і втік у бік села Мазар.
Повсталі очистили повіт від гоміньданівських військ і проголосили його незалежність. Ілійський окружний начальник, впевнений, що в самій Кульджі ніякої загрози не існує, перекинув Кульджинський гарнізон у Нілку на придушення повстання. Скориставшись цим, добре законспірована організація кульджинських революціонерів підняла повстання, надіславши попередньо повсталим у повіті Нілка наказ: не вплутуватися в бій з карателями, а терміново, іншою дорогою, йти в Кульджу. Повстанці розділилися на три великих загони: уйгурський під командуванням Гені Маматбакіева, казахський, яким командував Акбар Есбосін, і російський, під командуванням Івана Шутова, які і попрямували до Кульджі.
7 листопада 1944 року повстання почалося в самому місті Кульджа. За деякими даними, сигнал до повстання був поданий кулеметною чергою з радянського консульства.
Гарнізон Кульджі складався з двох батальйонів 19 полку і одного батальйону 21 полку, крім того в місті квартировалася значна кількість резервних військ, погано озброєних і погано підготовлених. В сусідніх містечках також були розквартировані війська, всього на момент повстання в Ілійський долині знаходилося до 10 тисяч солдатів Гоміньдану, з них 8 тисяч в самій Кульджі.
Повстанцям вдалося оточити і блокувати армійські частини Гоміньдану в трьох різних точках міста, і незважаючи на те, що місто ще не було до кінця очищене від противника, 12 листопада 1944 року повстанці проголосили створення Східно-Туркестанської республіки.
На чолі уряду Східно-Туркестанської республіки був поставлений вищий ієрарх мусульман Ілійського округу Аліхан-тюре. До складу уряду увійшли уйгури Ахметжан Касимов, Хакімбек-ходжа і Рахімжан Сабірходжаев, татари Анвар Мусабаєв і Набієв, казахи Урахан і Абдулхаїр, росіяни Іван Полінов і Фотій Лескін, а також калмик Фуча. Фактичним керівником повстання був уйгур Ахметжан Касимов,. Відразу ж після утворення республіки уряд оприлюднив програму рівноправності народів, які населяли Сіньцзян, розвитку економіки і культури, підтримки ісламу та інших релігій, встановлення дружніх відносин з усіма державами. Окремим пунктом у програмі стояло створення регулярної армії з представників всіх народів Сіньцзяну.
Протягом листопада, грудня і січня повстанці остаточно очистили околиці Кульджі від гоміньданівців. На Тяньшані повсталих підтримали торгоути. До березня 1945 року весь Ілійський округ був очищений від гоміньданівських військ. Ґоміньданівське командування приступило до створення лінії оборони в населених пунктах уздовж Великого Шовкового шляху. До літа було зведено ешелоновану оборону в Цзінхе, Шихе і Манасі.
Навесні 1945 року ґоміньданівське командування втратило момент і не зайняло вихід з ущелини річки Кизил-Озен, чим скористалися казахи під керівництвом Калібека, підняли повстання і захопили цей важливий стратегічний пункт.

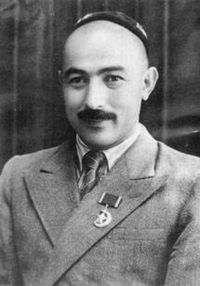
Ахметжан Касимов — творець збройних сил Східно-Туркестанської республіки

Стараннями Ахметжана Касимова з добровольчих повстанських загонів була сформована армія Східно-Туркестанської республіки, про створення якої було офіційно оголошено 8 квітня 1945 року. В армію набиралися представники всіх національностей республіки, крім китайців.
Більшість солдатів були уйгурами, казахами і росіянами. Існував також дунганскій кавалерійський дивізіон і монгольський кавалерійський дивізіон, пізніше перетворені в полки й ескадрон з народності сібо.
Національна армія Східно-Туркестанської республіки складалася з таких частин:
1. 1-й Суйдінський піхотний полк
2. 2-й Кульджинський піхотний полк
3. 4-й Кульджинський запасний полк
4. 1-й Текеський кінний полк
5. 2-й Текеський кінний полк
6. 1-й Кульджинський кінний полк
7. 2-й Токкузтарінський кінний полк
8. 3-й Кенсайський кінний полк

1. Окремий кінний дивізіон
2. Окремий артилерійський дивізіон
3. Монгольський кінний дивізіон
4. Дунганській кінний дивізіон
5. Охоронний батальйон
6. Сібінський кінний ескадрон

По мірі звільнення нових повітів і округів з місцевих партизан формувалися нові полки.
Дивізія генерала Ісхак-бека перекрила Музартський перевал, відвернувши загрозу удару по республіці з боку Кашгарії, друга дивізія генерала І. Г. Полінова тримала основний фронт, а окремий кавалерійський полк під командуванням полковника Ф. В. Лескіна в травні 1945 року почав наступ через Боро-Тала на Тарбагатайський округ, де в Дурбульджині й Чугучаці діяли казахський і російський партизанські загони. У Чугучаці Лескін провів мобілізацію, сформувавши повноцінну кавалерійську бригаду й Окремий стрілецький батальйон, відразу ж спрямований на допомогу 2-ї дивізії в район Шихе.

### Бої на Алтаї
У середині липня кавалерійська бригада Лескіна рушила на Алтайський округ. Розбивши великий гоміньданівський гарнізон Кобука, бригада переправилася на правий берег Чорного Іртиша, на початку вересня захопила Бурчун і націлилася на Шара-Суме.
Тим часом партизани Далельхана Сугурбаєва хоча були і не в змозі вибити гоміньданівські гарнізони з укріплених міст, але перерізали їхні лінії постачання, порушивши зв'язок з Урумчі. Оспан зі своїм загоном з 200—300 чоловік протягом двох років перебував у Чингільскій ущелині по сусідству з кектокайським і чингільським ґоміньданівськимі гарнізонами, але намагався їх не турбувати, і не брав участі в бойових діях. Однак успіхи партизанів Сугурбаєва стурбували Оспана, і він вступив у переговори з гоміньданівцями, яким він надав вільний прохід в Урумчі, а сам зайняв Чингіль і Кектокай без бою.
Звістка про капітуляцію Бурчуна викликала паніку в обложеному партизанами Шара-Суме. 5 вересня об'єднані сили Лескина і Сугурбаева розпочали бої в передмістях окружного центру, який був блокований з заходу, півдня і сходу. Учасники облоги навмисно залишили прохід в бік МНР, яким і скористався гарнізон, попередньо розграбувавши місто. Вийшовши з міста, гарнізон потрапив у засідку і здався в полон. Першими в місто увірвалися ті частини, які в 1943 році воювали разом з Оспаном, і почали грабіж; Лескіну і Сугурбаеву довелося застосувати зброю проти недавніх союзників заради наведення порядку і встановлення спокою. Після цього капітулювали дрібні гоміньданівські гарнізони інших населених пунктів.

### Наступ на Урумчі
У червні 1945 року дивізія генерала Полінова почала наступ на Цзінхе. Внаслідок затяжного кровопролитного бою ґоміньданівці були вибиті з міста і відступили в Шихе. Отримавши підкріплення з Кульджі і чугучакський батальйон від Лескіна, дивізія почала бої за Шихе. Тим часом партизани Калібека перерізали дорогу, яка зв'язувала Шихе з Урумчі, і змусили ґоміньданівське командування спалити міст через річку Манас, організувавши лінію оборони по її правому березі.
У середині вересня дивізія Полінова вибила гоміньданівське угруповання з Шихе і змінила партизан на лівому березі Манаса, організувавши лінію оборони. Партизани-казахи були розпущені по домівках, а партизани-росіяни — зараховані в армію. В результаті утворилася лінія фронту від передгір'їв Тянь-Шаня на півдні до Алтаю на півночі.

## Коаліційний уряд
У вересні 1945 року генералісимус Чан Кайші виступив по радіо і визнав за «Революційною базою трьох округів» право на «місцеву автономію». Він закликав розпочати переговори з метою створення єдиного коаліційного уряду в Сіньцзяні. Усвідомлюючи, що 12-тисячній армії Східно-Туркестанської республіки протистоїть 100-тисячне ґоміньданівське угрупування в Сіньцзяні, і що в разі продовження бойових дій чисельна і технічна перевага супротивника рано чи пізно зіграють свою роль, керівництво Східно-Туркестанської республіки прийняло пропозицію генералісимуса. У жовтні 1945 року урядова делегація Східно-Туркестанської республіки прибула в Урумчі.
Враховуючи складну ситуацію в Сіньцзяні, Чан Кайші призначив головою сіньцзянського уряду генерала Чжан Чжічжуна, який очолив гоміньданівськую делегацію на переговорах; делегацію Східно-Туркестанської республіки очолював Ахметжан Касимов. Після трьох місяців переговорів 2 січня 1946 року було підписано «Угоду з 11 пунктів», згідно з яким створювався коаліційний уряд. 15 осіб в уряді повинні були представляти місцевих жителів, 10 — ґоміньданівське керівництво. Проголошувалися рівність мов, свобода слова, друку, зборів, організацій, вільний розвиток внутрішньої і зовнішньої торгівлі і т. ін. Східно-Туркестанська республіка отримала право зберегти свою армію.
У червні 1946 року «Угоду з 11 пунктів» затвердив Чан Кайші. Від Східно-Туркестанської республіки в коаліційний уряд увійшли, зокрема, Ахметжан Касимов, Абдукерім Аббасов і Далельхан Сугурбаєв.
На Алтаї керівництво Східно-Туркестанської республіки вчинило помилку, призначивши Оспан-батира губернатором округу. Чжан Чжичжун став таємно поставляти Оспану зброю і військове майно і умовив його змінити сторону. Вже в листопаді 1946 року загони Оспана почали сутички з військами Східно-Туркестанської республіки на Алтаї. У 1947 році змінив бік і Калібек.
Грубі порушення умов «Угоди з 11 пунктів» призвели до того, що членам коаліційного уряду від Східно-Туркестанської республіки довелося покинути Урумчі і на початку серпня 1947 року повернутися в Кульджу.

## 1947—1949
У вересні 1947 року загони Оспана (1500 шабель) і Калібека (900 шабель) здійснили наліт на Алтайський округ, пройшовши його зі сходу на захід; по дорозі вони руйнували і грабували населення. Генерал Далельхан зібрав в кулак казахські загони, закликав народ до ополчення і завдав у відповідь удар, вибивши бандитів за демаркаційну лінію. У листопаді Оспан спробував повторити набіг, але був відбитий. Не зумівши оговтатися від поразки, він з нечисленними прихильниками пішов на схід; Калібек пішов на південь, зумівши повести за собою лише 50 сімей.
У 1948 році громадянська війна в Китаї вступила в завершальну фазу, гоміньданівські війська почали терпіти поразки на всіх фронтах, і їм стало не до Східно-Туркестанської республіки. Тим часом уряд Східно-Туркестанської республіки зайнявся розвитком економіки і внутрішнім зміцненням держави; в 1947 році ціни на контрольованій нею території були в 5-12 разів нижче, ніж на решті території Сіньцзяну.

## Входження до складу КНР

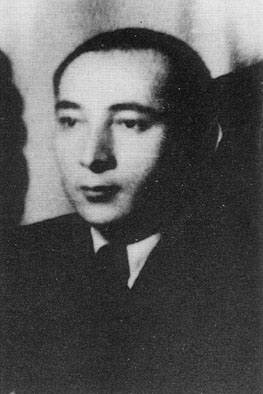
Сайфутдін Азізов — представник Східно-Туркестанської республіки в уряді Сіньцзяну

У грудні 1948 року Чан Кайші зробив головою уряду Сіньцзяну татарина Бурган Шахіді. Бурган, дотримуючись статус-кво в Сіньцзяні, налагодив зв'язок з Пекіном, звідки Чжан Чжичжун, який перейшов на бік комуністів, надіслав йому телеграму з рекомендацією запросити в Урумчі делегатів від Східно-Туркестанської республіки.
Влітку 1949 року ґоміньданівці в Китаї були остаточно розгромлені, і на осінь комуністи призначили скликання Народної Політичної Консультативної Ради з метою проголошення Китайської Народної Республіки. Мао Цзедун назвав революцію в трьох округах Сіньцзяну частиною китайської революції, і делегати від Східно-Туркестанської республіки також були запрошені в Пекін. Делегація вилетіла 27 серпня, однак при перельоті через Хамар-Дабан літак зазнав катастрофи, пасажири і екіпаж загинули. У Пекін була відправлена нова делегація на чолі з Сайфутдіном Азізовим, яка погодилася на входження Східно-Туркестанської республіки в утворену Китайську народну республіку.
19 вересня 1949 року Бурган Шахіді відправив особисто Мао Цзедуну телеграму, в якій заявив, що народ Сіньцзяну пориває відносини з Гоміньданом і приєднується до Комуністичної партії Китаю. 1 жовтня 1949 року в Пекіні була проголошена Китайська народна республіка, а 20 жовтня частини НВАК увійшли в Урумчі. Пекін підтвердив повноваження Бурган Шахіді в якості глави уряду Сіньцзяну, Сайфутдін Азізов увійшов до нього як представник Східно-Туркестанської республіки. Збройні сили Східного Туркестану в січні 1950 року були включені до складу НВАК як 5-й корпус, командиром якого став Ф. В. Лескін.
1 жовтня 1955 року в складі Китайської народної республіки був утворений Сіньцзян-Уйгурський автономний район.